# علوم و فناوری محیط زیست
علوم و فناوری محیط زیست یک مجله علمی بررسی شده است که به صورت دو هفتگی و از سال ۱۹۶۷ توسط انجمن شیمی آمریکا منتشر شده‌است. این تحقیقات در زمینه علوم زیست‌محیطی و فناوری‌های زیست محیطی، سیاست‌های زیست محیطی می‌باشد. علوم و فناوری محیط زیست دارای یک نشریه خواهر است، نامه‌های علوم و فناوری محیط زیست که مقالات کوتاه را منتشر می‌کند.
سردبیر نشریه علوم و فناوری محیط زیست دیوید ل. سدلک است. ویراستاران پیشین عبارتند از: جیمز ج. مورگان (موسسه فناوری کالیفرنیا، سردبیر مؤسس، ۱۹۷۷–۱۹۶۷)، راسل فری کریستمن (دانشگاه کارولینای شمالی، ۱۹۷۵–۱۹۸۷)، ویلیام هولیز (دانشگاه کارولینای شمالی، ۱۹۸۷–۲۰۰۳) و جرالد اسکنور (دانشگاه آیوا، ۲۰۰۲–۲۰۱۴).